# Tamara Štricki Seg
Tamara Štricki Seg (Subotica, 1986.) je pjevačica, etnomuzikologinja i glazbena pedagoginja iz Subotice (Srbija). Nastupala je na glazbenim festivalima Festival bunjevački’ pisama i Festivalima bunjevačkog narodnog stvarateljstva kao vokalna solistica i u pratnji Subotičkog tamburaškog orkestra. Rujna 2013. bila je u stručnom ocjenjivačkom sudu FBV-a u Subotici.

## Životopis
Rođena je u Subotici 1986. godine. Pohađala je srednju glazbenu školu u Subotici. Pohađala je dva odsjeka, glazbena suradnica i glazbena izvođačica - flauta, koje je maturirala 2005. godine. Iste godine upisala je etnomuzikologiju na Akademiji umjetnosti u Novom Sadu u klasi prof. dr Nicea Fracilea. Diplomirala je 2012. godine temom diplomskog rada Kraljički običaji Bunjevaca iz Subotice i okolice.
Od 2010. godine radi u subotičkoj glazbenoj školi u kojoj na Odsjeku za tradicionalno pjevanje. U nižoj i srednjoj školi predaje Tradicionalno pjevanje, a u srednjoj školi Narodne igre i Narodne ansamble. Učenice koje je pripremala nastupile su na brojnim školskim i lokalnim manifestacijama, festivalima i natjecanjima, na kojima su pobrale nagrade.
Od 2012. godine vanjska je suradnica Zavoda za kulturu vojvođanskih Hrvata.
Radila je kao urednica i recenzentica na snimanju nosača zvuka Alaj piva Šokica Kraljica Bodroga, objavljenog 2012. godine. Lipnja 2014. objavljen je drugi nosač zvuka, posvećen pjevanju šokačkih Hrvatica iz Bačkog Monoštora s repertoarom marijanskog narodnog pevanja pod nazivom Faljen Isus, Divice!.
Bila je predavačica na Drugom (2013.) i Trećem (2014.) seminaru bunjevačkog stvaralaštva u Tavankutu, koji je imao za cilj naučiti polaznike o igrama, folkloru, glazbi i stvarateljstvu bunjevačkih Hrvata. Predavala je u okviru radionice pjesme i pjevanje Bunjevaca iz Tavankuta, u društvu koreografa, umjetničkih rukovoditelja i asistenata iz Hrvatske, Mađarske i Srbije.
Svibnja 2013. bila je članica stručnog ocjenjivačkog suda na audiciji za treći serijal emisije „Šljivik“ koju emitira Radiotelevizija Srbije.
Sudjelovala je na Festivalu bunjevački’ pisama 2012. pjesmom Nek šorom priče puknu kao izvođačica. Pjesma je nagrađena za najbolji aranžman (Miroslav Letović). Na FBV 2014. nastupila je pjesmom Božić u ravnici (Tekst: Marjan Kiš, Glazba: Marjan Kiš, Arr. Ante Crnković) koja je dobila treću nagradu strukovnih sudaca.
Bila je članicom sudačkog povjerenstva Festivala tradicijskog pjevanja.
Zamjenica je koordinatora Organizacijskog odbora međunarodnog glazbenog festivala FEMUS 2015.
Potpredsjednica je Electe, kulturne organizacije usmjerene kа аfirmаciјi kulturnih pоtеnciјаlа grаdа i pоkrајinе.